# Bétheny
Bétheny és un municipi francès, situat al departament del Marne i a la regió del Gran Est. L'any 2007 tenia 6.322 habitants.

## Demografia

### Població
El 2007 la població de fet de Bétheny era de 6.322 persones. Hi havia 2.524 famílies, de les quals 532 eren unipersonals (212 homes vivint sols i 320 dones vivint soles), 952 parelles sense fills, 880 parelles amb fills i 160 famílies monoparentals amb fills.
La població ha evolucionat segons el següent gràfic:
Habitants censats

### Habitatges
El 2007 hi havia 2.663 habitatges, 2.569 eren l'habitatge principal de la família, 7 eren segones residències i 87 estaven desocupats. 2.062 eren cases i 591 eren apartaments. Dels 2.569 habitatges principals, 1.713 estaven ocupats pels seus propietaris, 837 estaven llogats i ocupats pels llogaters i 19 estaven cedits a títol gratuït; 24 tenien una cambra, 82 en tenien dues, 287 en tenien tres, 752 en tenien quatre i 1.424 en tenien cinc o més. 2.204 habitatges disposaven pel capbaix d'una plaça de pàrquing. A 1.211 habitatges hi havia un automòbil i a 1.131 n'hi havia dos o més.

### Piràmide de població
La piràmide de població per edats i sexe el 2009 era:
| Homes | Edats   | Dones |
| ----- | ------- | ----- |
| 0     | 95 o +  | 4     |
| 0     | 90 a 94 | 4     |
| 12    | 85 a 89 | 24    |
| 24    | 80 a 84 | 28    |
| 28    | 75 a 79 | 72    |
| 68    | 70 a 74 | 88    |
| 124   | 65 a 69 | 120   |
| 208   | 60 a 64 | 172   |
| 176   | 55 a 59 | 216   |
| 336   | 50 a 54 | 260   |
| 312   | 45 a 49 | 344   |
| 220   | 40 a 44 | 276   |
| 176   | 35 a 39 | 176   |
| 120   | 30 a 34 | 160   |
| 168   | 25 a 29 | 124   |
| 240   | 20 a 24 | 228   |
| 300   | 15 a 19 | 248   |
| 196   | 10 a 14 | 200   |
| 140   | 5 a 9   | 152   |
| 88    | 0 a 4   | 112   |

## Economia
El 2007 la població en edat de treballar era de 4.334 persones, 3.010 eren actives i 1.324 eren inactives. De les 3.010 persones actives 2.795 estaven ocupades (1.440 homes i 1.355 dones) i 215 estaven aturades (104 homes i 111 dones). De les 1.324 persones inactives 566 estaven jubilades, 441 estaven estudiant i 317 estaven classificades com a «altres inactius».

### Ingressos
El 2009 a Bétheny hi havia 2.645 unitats fiscals que integraven 6.559,5 persones, la mediana anual d'ingressos fiscals per persona era de 20.708 €.

### Activitats econòmiques
Dels 281 establiments que hi havia el 2007, 1 era d'una empresa extractiva, 4 d'empreses alimentàries, 4 d'empreses de fabricació de material elèctric, 1 d'una empresa de fabricació d'elements pel transport, 9 d'empreses de fabricació d'altres productes industrials, 64 d'empreses de construcció, 60 d'empreses de comerç i reparació d'automòbils, 18 d'empreses de transport, 6 d'empreses d'hostatgeria i restauració, 12 d'empreses d'informació i comunicació, 19 d'empreses financeres, 10 d'empreses immobiliàries, 30 d'empreses de serveis, 31 d'entitats de l'administració pública i 12 d'empreses classificades com a «altres activitats de serveis».
Dels 75 establiments de servei als particulars que hi havia el 2009, 2 eren oficines del servei públic d'ocupació, 1 oficina de correu, 2 oficines bancàries, 4 tallers de reparació d'automòbils i de material agrícola, 1 taller d'inspecció tècnica de vehicles, 1 establiment de lloguer de cotxes, 1 autoescola, 8 paletes, 9 guixaires pintors, 14 fusteries, 8 lampisteries, 6 electricistes, 5 empreses de construcció, 5 perruqueries, 1 veterinari, 4 restaurants, 2 agències immobiliàries i 1 saló de bellesa.
Dels 14 establiments comercials que hi havia el 2009, 1 era un hipermercat, 1 una gran superfície de material de bricolatge, 3 fleques, 2 carnisseries, 1 una peixateria, 2 botigues de roba, 2 botigues d'equipament de la llar, 1 una botiga d'electrodomèstics i 1 una joieria.
L'any 2000 a Bétheny hi havia 13 explotacions agrícoles.

## Equipaments sanitaris i escolars
Els 4 equipaments sanitaris que hi havia el 2009 eren farmàcies.
El 2009 hi havia 3 escoles maternals i 3 escoles elementals.
Bétheny disposava d'un centre de formació no universitària superior de formació tècnica.

## Poblacions més properes
El següent diagrama mostra les poblacions més properes.